# Mary Wayte
Mary Alice Wayte, née le 25 mars 1965 à Mercer Island, est une nageuse américaine.

## Biographie
Étudiante à l'Université de Floride, Mary Wayte fait partie de l'équipe des États-Unis de natation de 1981 à 1988. Elle remporte aux Jeux panaméricains de 1983 une médaille d'or au relais 4 × 100 mètres nage libre et une médaille d'argent sur 200 mètres nage libre.
Aux Jeux olympiques d'été de 1984 à Los Angeles, Mary Wayte remporte la médaille d'or sur 200 mètres nage libre. Elle participe aussi aux séries du relais 4 × 100 mètres nage libre, mais ne fait pas partie du relais final remporté par les Américaines.
En 1985, Mary Wayte termine deuxième de la finale du 200 mètres nage libre des championnats pan-pacifiques. L'année suivante, c'est en relais 4 × 200 mètres nage libre qu'elle obtient la place de seconde, aux championnats du monde 1986 à Madrid.
Aux Jeux olympiques d'été de 1988 à Séoul, l'Américaine participe à quatre épreuves :
- elle est médaillée d'argent du relais 4 × 100 mètres quatre nages ;
- elle est médaillée de bronze du relais 4 × 100 mètres nage libre ;
- elle est quatrième de la finale du 200 mètres nage libre  ;
- elle est éliminée en séries du 200 mètres quatre nages.

Elle devient après sa retraite sportive commentatrice sportive. Elle est admise au sein de l'International Swimming Hall of Fame en 2000.